# Pistillaria rhodocionides
Pistillaria rhodocionides är en svampart som beskrevs av Corner 1950. Pistillaria rhodocionides ingår i släktet Pistillaria och familjen trådklubbor.   Inga underarter finns listade i Catalogue of Life.